# Nervesa della Battaglia
Nervesa della Battaglia ist eine nordostitalienische Gemeinde (comune) in der Provinz Treviso in Venetien. Die Gemeinde liegt etwa 18 Kilometer nordnordwestlich von Treviso am Piave. Sie hat 6570 Einwohner (Stand 31. Dezember 2023). Die Zusatzbezeichnung ‚della Battaglia‘ erhielt sie 1923 in Erinnerung an die Zweite Schlacht am Piave, bei der der Ort völlig zerstört wurde.

## Geschichte

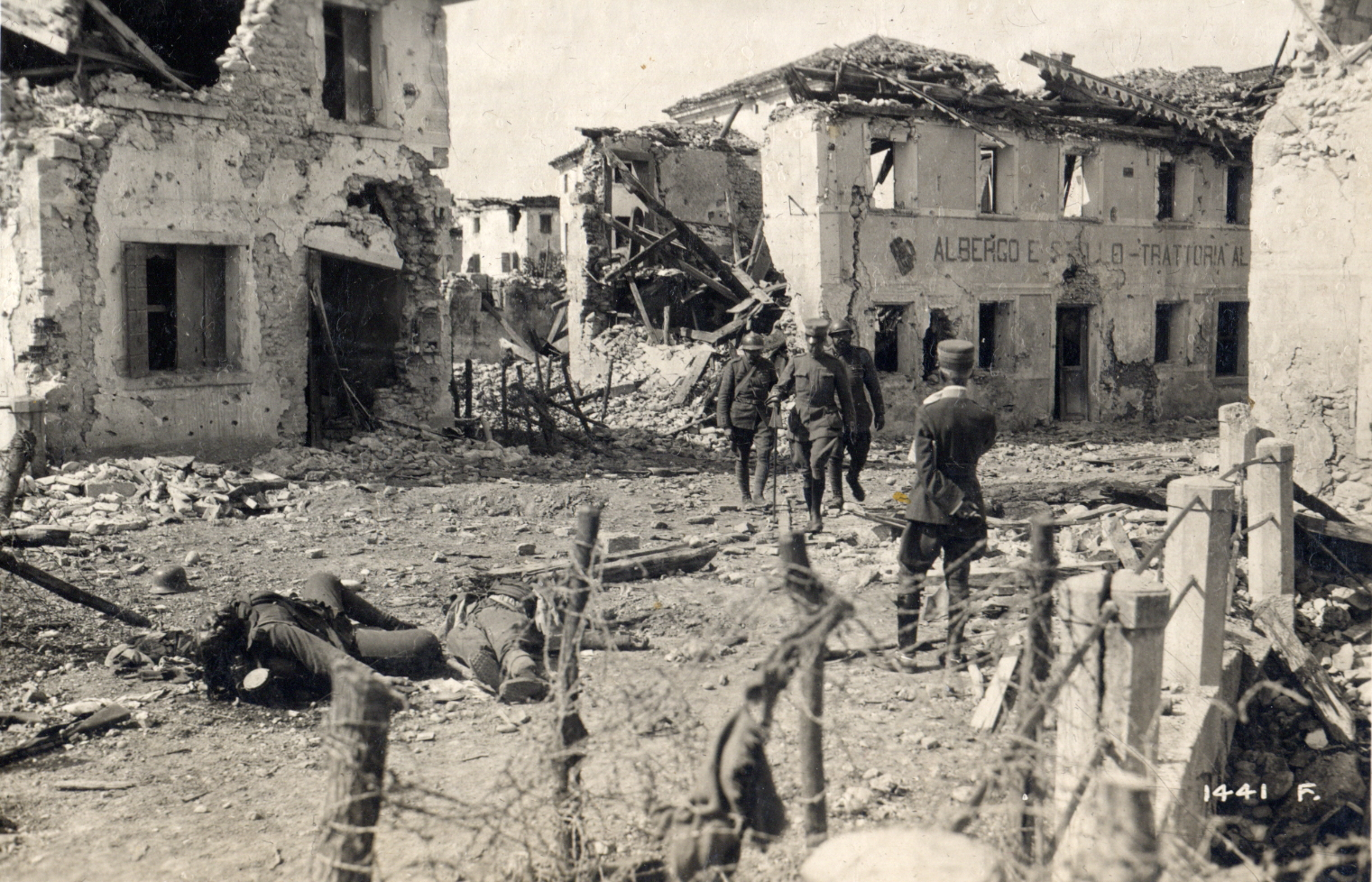
Nervesa, 24. Juni 1918, nach Rückeroberung durch italienische Truppen

Erstmals urkundlich erwähnt wurde der Ort 954 in einer königlichen Bulle des späteren (ab 962) Kaisers Otto I., worin er ihn den Grafen von Treviso vermachte. Im 11. Jahrhundert wurde der Grundstein für die Abtei des Heiligen Eustachius gelegt.  1339 kam die Ortschaft an die Republik Venedig. Ihr damals beträchtlicher Waldbestand wurde dem Arsenal der Seemacht unterstellt. Im Ersten Weltkrieg wurde der Ort völlig verwüstet. Die Ruine der Abteikirche wird als Mahnmal erhalten.

## Persönlichkeiten
- Giovanni Della Casa (1503–1556), Kleriker und Dichter

## Sehenswürdigkeiten
- Osteria ai Pioppi

## Gemeindepartnerschaft
Nervesa della Battaglia unterhält eine inneritalienische Partnerschaft mit der Gemeinde Lugo in der Provinz Ravenna.